# Текс Ейвері
Текс Ейвері (англ. Tex Avery, повне ім'я — Фредерік Бін Ейвері (англ. Avery Frederick Bean, нар. 28 лютого 1908 — пом. 26 серпня 1980), також відомий як Фред Ейвері) — американський мультиплікатор і актор озвучування.

## Стиль
Найбільш відомий мультиплікаційними стрічками, зробленими в період т. зв. «Золотої ери голлівудської мультиплікації». Найбільш примітні його роботи, виконані для студій Warner Brothers і MGM. Також Ейвері є творцем таких мультперсонажів як Даффі Дак, Багз Банні та інших. Брав участь у розробці персонажів Поркі Піг і Чіллі Віллі (останній для студії Волтера Ланца). Вплив, зроблений Ейвері на мультиплікацію як галузь, можна простежити по роботах більшості мультиплікаційних серій різних студій періоду 1940-1950-х років.
Стиль Ейвері кардинальним чином відрізнявся від стилю, домінуючої в той період на ринку мультиплікації студії Волта Діснея. Дісней дотримувався принципів реалізму і достовірності, Ейвері ж вважав, що призначення анімації в тому, щоб показувати глядачеві речі, неможливі для кінематографа. Найбільш часто цитується заява Текса Ейвері про те, що «у мультику ти можеш робити все» і його стрічки часто це доводили.
Також Ейвері часто сам брав участь в озвученні своїх фільмів. Як правило він вимовляв окремі репліки, начебто фрази Санта-Клауса в «Who Killed Who?». Але бували й винятки. Так саме голосом Ейвері говорить персонаж Друпа в стрічках «The Shooting of Dan McGoo», «Wild and Woolfy», «Northwest Hounded Police».

## Біографія

### Ранні роки, початок кар'єри
Ейвері виріс в своєму рідному місті Тейлор (штат Техас), в 1927 році закінчив North Dallas High School. В його школі особливою популярністю користувалася фраза «What's up, doc?», яку в 1940-х роках він популяризував, вклавши в уста Багза Банні.
Кар'єру мультиплікатора Ейвері почав на студії Волтера Ланца Walter Lantz Productions, де на початку 1930-х років він працював над мультиплікаційними серіями «Oswald the Lucky Rabbit» (Ейвері з'являється в титрах як animator). За період своєї роботи на Ланца Ейвері зумів піднятися до посади режисера і самостійно режисував дві стрічки.
Під час офісних забав йому в ліве око потрапила канцелярська скріпка, пущена мультиплікатором Чарльзом Хастінгом. Це викликало часткову втрату зору. Пізніше говорили, що позбувшись бінокулярного зору і можливості сприймати глибину простору, Ейвері отримав своє унікальне бачення речей і, як результат, розробив власний химерний напрямок анімації.

### Termite Terrace— «термітна тераса»
В кінці 1935 року Ейвері перейшов в студію Леона Шлезінгера (Leon Schlesinger), якого він через деякий час умовив надати йому в розпорядження власний відділ. Шлезінгер виконав прохання, поставивши Ейвері керувати підрозділом мультиплікаторів, в числі яких були Боб Клемпетт і Чак Джонс. Також Шлезінгер розмістив весь підрозділ в 5-кімнатному бунгало на окраїні, щоб не нервувати попередника Ейвері, мультиплікатора Тома Палмера (якого Шлезінгер збирався найближчим часом звільнити).
Підрозділ Ейвері приступив до роботи над чорно-білим циклом «Looney Tunes», замість кольорових «Merrie Melodies». Невдовзі працівники відділу нарекли свій квартал «термітною терасою» за очевидно високу чисельність в цьому районі термітів. Назва «Termite Terrace» пізніше стала позначати всю студію Шлезінгера/Ворнера, в основному тому що Ейвері і його команда стали тими людьми, які визначили майбутнє колективу, отримав пізніше популярність як «The Warner Bros. cartoon».
Першою короткометражною стрічкою, створеною відділом Ейвері, став мультфільм «Gold Diggers of '49». У ньому вперше на екрані з'являється порося Поркі Піг, і саме з цього фільму починаються експерименти Ейвері в області мультиплікації.

### Створення зірок «Looney Tunes»
Ейвері за підтримки Клемпетта, Джонса і нового режисера Френка Ташліна заклав фундамент для того стилю мультиплікації, який зміг скинути The Walt Disney Studio з лідируючих позицій у виробництві короткометражної анімації, і створив покоління мультперсонажів, чиї імена до досі у всіх на слуху. Безпосередньо сам Ейвері як режисер був глибоко причетний до виробничого процесу: будучи по натурі перфекціоністом, він придумував жарти для короткометражок, періодично сам брав участь в озвученні (варто згадати його фірмовий утробний сміх), таймував стрічку (аж до того, що міг вирізати кадри з готового негативу, якщо фільм не вкладався в розрахований хронометраж).
Через втручання керівництва компанії Ейвері покинув студію, лишивши незавершеними фільми «Crazy Cruise», «The Cagey Canary», «Aloha Hooey». Роботу над цими стрічками завершив Боб Клемпетт.

### Розмови про тварин
За час роботи у Шлезінгера Ейвері розробив технологію анімації губ, суміщених в кадрі з живим відео тварин. Шлезінгера ідея не зацікавила, і Ейвері запропонував її своєму другові Джері Фейрбенксу (Jerry Fairbanks), який продюсував цикл «Unusual Occupations» для Paramount Pictures. Фейрбенкс ідею оцінив і у виробництво була запущена серія короткометражних фільмів «Speaking of Animals and Their Families». Покинувши Warner Bros., Ейвері влаштувався на Paramount і працював там над першими трьома фільмами серії, поки не перейшов у MGM.

### Metro-Goldwyn-Mayer
У 1942 році Ейвері влаштовується на роботу в MGM, в підрозділ короткометражного анімаційного кіно під керівництвом Фреда Куімбі (Fred Quimby). Ейвері, що раніше зносив постійний тиск з боку Шлезінгера, відчув себе творчо вільним і тепер його креативність досягла свого піку. Його мультфільми стали відомі своїм абсолютним божевіллям, божевільною динамікою і схильністю грати засобами мультиплікації. Крім цього, MGM змогла запропонувати Ейвері більший бюджет і більш високий рівень виробництва, ніж був на студії Шлезінгера. На додаток команду Ейвері доповнили досвідчені мультиплікатори Престон Блейр і Ед Лав (Ed Love), які пішли від Діснея після страйку 1941 року.
Ці зміни, очевидно, пішли на благо роботі Ейвері: його перший короткометражний анімаційний фільм, створений на базі MGM, «Blitz Wolf», що пародіював Гітлера, в 1942 у номінувався на «Оскара» як найкращий короткометражний фільм.
Найбільш відомий з персонажів Ейвері, створених ним на MGM — пес Друпа, який дебютував у фільмі 1943 року «Dumb-Hounded». Він являв собою спокійного, мініатюрного і повільно пса, який, тим не менш, в кінці фільму незмінно опинявся у виграші.
Починаючи з 1943 року Текс Ейвері створив серію мультфільмів з погонями і порятунком «Дівки в біді». Так фільм «Гаряча Червона шапочка» представив сексуальну героїню, яка не отримала імені, зате завоювала серця глядачів, які дали їй прізвисько «Red» (Руда). Різні по виконанню варіації цієї героїні пізніше зустрічалися в інших фільмах Ейвері. Серед примітних стрічок періоду роботи на MGM частіше інших називаються: «Bad Luck Blackie», «Magical Maestro», «Lucky Ducky», «Дуже велика канарка».
Ейвері почав кар'єру на MGM, використовуючи яскраві, насичені кольори та реалістичні фони, але потім повільно відійшов від цього стилю до більш експресивного, хаотичного, менш реалістичного методу образотворчого мистецтва. Пізніші його роботи тяжіють до стилю студії UPA (United Productions of America), вони добре відображають необхідність урізати бюджет стрічок, а також його власне бажання залишити реалізм і створювати мультфільми, які не мали б зв'язку з реальним світом або кінематографом. У цей період він створює ряд фільмів на футуристичну тему: «The House of Tomorrow», «The Car of Tomorrow», «The Farm of Tomorrow» і «TV of Tomorrow».
На початку 1950-х Ейвері взяв річну відпустку, влаштувавши собі відпочинок від MGM. Протягом цього року командою Ейвері керував аніматор Дік Ландау (незадовго до цього пішов зі студії Уолтера Ланца). Повернувшись до роботи в жовтні 1951-го, Ейвері завершив два останніх своїх мультфільму періоду його роботи на MGM: «Deputy Droopy» і «Cellbound». Співрежисером обох фільмів став аніматор Майкл Ла (Michael Lah). Ейвері покинув MGM в 1953 році і повернувся на студію Волтера Ланца.

### Після MGM
Повернувшись на студію Ланца, Ейвері за період з 1954-го по 1955-й зняв чотири мультфільму: «Crazy Mixed-Up Pup», «Shh-hhhh», «I'm Cold», «The Legend of Rockabye Point», які визначили характер нового персонажа — пінгвіненяти Чіллі Віллі. І хоча дві з чотирьох цих стрічок номінувалися на Оскара, Ейвері пішов від Ланца через розбіжності з питання оплати праці, ефектно завершивши свою кар'єру мультиплікатора.
Пізніше він все ж повернувся до анімації в телевізійній рекламі, найбільш відома з його комерційних робіт реклама засобу від комах «Raid» 1960-х років (в якій мультиплікаційні комахи, обприскані з аерозольного балончика, кричать: «Рейд!» і вибухають). Також Ейвері робив рекламні ролики для фруктових напоїв «Kool-Aid» з використанням персонажів Warner Bros., яких він створив в часи «термітної тераси».
Протягом 1960-х і 1970-х років Ейвері переживав сильну безперервну депресію, попри те, що він продовжував користуватися повагою і шаною за свої попередні роботи. Його останнім роботодавцем була студія Hanna-Barbera Productions, на якій він писав жарти для суботніх ранкових шоу, таких як клон Друпа Kwicky Koala.
26 серпня 1980 року у віці 72 років Ейвері помер у госпіталі Св. Йосипа в Бербанку, Каліфорнія. Причиною смерті став рак легенів, що розвинувся у Ейвері за рік до смерті. Ейвері похований в меморіальному парку Forest Lawn, на кладовищі Hollywood Hills.